# هنری مورفی (بازیکن هاکی روی چمن)
هنری مورفی (انگلیسی: Henry Murphy; ۱۲ دسامبر ۱۸۸۲ – ۵ ژانویهٔ ۱۹۴۲) بازیکن هاکی روی چمن اهل انگلستان بود. 
اوبرای تیم Three Rock Rovers و ایرلند باثزی کرده است. 
او به همراه بازیکنانی چونRichard Gregg و Charles Power توانستند مدال نقره المپیک لندن سال ١٩٨٠ را کسب کنند. 